# Burg Lehnberg
Die Burg Lehnberg lag in der Gemarkung Herrmannsacker im Landkreis Nordhausen in Thüringen. Von der abgegangenen Höhenburg oder vom Burgwall sind kaum noch Spuren zu sehen.

## Beschreibung
Der Burgwall am Lehnberg befindet sich als eine kleine Wallgrabenanlage 440 Meter über NHN auf einer den Lehnberg vorgelagerten Kuppe über dem Krebsbachtal, 200 Meter von der Burg Schadewald und 1700 Meter nördlich von Herrmannsacker entfernt. Seine Geschichte ist eng mit der Burg Schadewald verbunden. Sie gehört zu den Allzunah-Burgen.